# مزرعه زیتونک
مزرعه زیتونک یک منطقهٔ مسکونی در ایران است که در دهستان کوشک قاضی واقع شده‌است. مزرعه زیتونک ۱۱۰ نفر جمعیت دارد.